# 清水国明
清水 国明（しみず くにあき、1950年〈昭和25年〉10月15日 - ）は、日本のタレント。本名は清水 國明（読み同じ）。所属事務所はあのねのね事務所→清水国明事務所（アワーライフ）→kuniaki.plus。
アウトドア愛好者として有名で、国際A級ロードレースライダーでもある。
姉と弟がいる3人姉弟の長男。ブックオフコーポレーション元代表取締役社長の橋本真由美は実姉(他に弟もいる)。タレントの清水明実は長女。

## 経歴・人物
福井県立大野高等学校、京都産業大学法学部卒(法学部1期生)。
1973年、京産後輩の原田伸郎とのコンビで「あのねのね」として、「赤とんぼの唄」でデビューし大ヒットを記録した。「あのねのね」結成当初は京産の学生複数人での編成で、笑福亭鶴瓶とその妻もメンバーだった。大学生の頃、鶴瓶や原田と一緒に京都の三木半旅館で布団の上げ下げや、配膳のアルバイトをしたことがある。
「あのねのね」時代は台本を書き、芸でも原田をリードする立場だった。当時はラジオで下ネタを連発したり放送コードを超えた卑猥な歌を歌っていたが、後述のように1990年代にアウトドアの旗手としてファミリー層へとファン層が変化したことを受け、司会進行を務めていたフジテレビ系『ものまね王座決定戦』にて、清水アキラが下ネタを連発した際にはとがめる素振りも見せた。ただし、アキラを弟子としてあのねのね事務所に所属させ、自身の3度目の結婚の際にはアキラが披露宴の司会をするなど、両者の親交は深い。
1982年に担当していたラジオ番組「真夜中ギンギラ大放送」でリスナーからの投稿ハガキを発端に話が膨らみ、国内最大のオートバイレースである鈴鹿8時間耐久ロードレース（鈴鹿8耐）への出場を宣言した。当時、清水は二輪の運転免許すら持っていなかったが、一念発起して二輪免許を取得し、自身のサポートクラブ的団体である『國武舞（くにぶぶ）レーシングチーム』を主宰。モリワキエンジニアリングの社長・森脇護からの大きなサポートを受けながらオートバイレース界で精力的に活動を始めた。1983年には8耐の登竜門的レースでノービスライダーが出場する鈴鹿4時間耐久レースに出場し、決勝20位で完走を果たす。以後1985年まで4耐に出場した。その後、8耐出場に必要な国際A級ライセンスを取得し、1990年に元世界GPライダーの福田照男とのペアで8耐に初参戦し、予選で鎖骨を骨折するトラブルに見舞われながら8時間レース完走を果たした。この8耐への出場実現をもってレース界からの引退を宣言した。
私生活では、タレントの清水クーコと1976年に結婚し、カカア天下のおしどり夫婦として知られたが1982年に離婚（子なし）。国明・クーコとも離婚の理由を一切沈黙したが、当時の芸能人は離婚を公表する際、虚実はともあれ離婚の理由・経緯を一通りマスコミに説明するのが普通であり、またディスコで「離婚パーティ」を開くなど、元夫婦の行動は当時としては異例だった。クーコはしばらくあのねのね事務所に所属したまま芸能活動を続け、そして国明とはよき友人関係を続けたが、クーコのイギリスへの海外留学や、国明の再婚（1984年に再婚したが離婚）が決まったことなどを機に事実上引退。クーコは1991年3月に子宮頸癌により他界したが、葬儀の喪主は元夫の国明が務め、最後まで「良きパートナー」を貫いた。
2007年1月、清水が主宰していた「と劇団」の座員だった永田ケイ（清水敬子）と3度目の結婚（23歳差）。同年11月4日には初めての男子が誕生したが、2015年に離婚した。
2008年末、都内の病院の人間ドックで十二指腸に約2センチの腫瘍（ポリープ）を発見。良性との診断で翌2009年2月に内視鏡手術により摘出したが、摘出部の細胞を調べたところ、十二指腸乳頭部に腫瘍が見つかったため、十二指腸の全摘出となった。4月に慈恵医大病院に入院し手術を受け、早期発見の為約3週間の入院で済み、5月に芸能活動を再開した。
2012年から2017年まで、山梨学院大学現代ビジネス学科の客員教授に就任していた。
2013年6月4日、あのねのね結成40周年記念コンサートを東京・渋谷のマウントレーニアホールで開催する。
2014年10月より、所沢市教育委員に選出。2024年東京都知事選挙出馬のため、3期目途中となる2024年5月24日に辞職願を提出した。
2018年3月3日、25歳年下の一般女性と4度目の結婚をし、同年11月に男児が誕生した。
ライバーハウス株式会社代表取締役社長。会社の設立は2021年で、ライブ配信サービスの運営を事業としている。
2024年5月30日、東京都庁で記者会見を開き、同年6月20日告示の東京都知事選挙への立候補を表明した。清水は同月7日に政治団体「清水国明と東京都の安全な未来をつくる会」を設立していて、諸派として立候補する。結果は56人中10位で落選。得票が有効投票数の1割未満だったため供託金300万円は没収された。

## 趣味・志向
清水は小学校時代から大学2年生まで剣道をやっており、剣道二段の腕前である。2011年3月東北地方太平洋沖地震の際には、被災者救援活動を自らが主宰するNPO法人「河口湖自然楽校」で行うにあたって剣道経験者としてその活動を紹介した『剣道日本』6月号（スキージャーナル社）のインタビューに登場した。被災した子どもやその家族を受け入れた際は、バスで被災地と河口湖を送迎した。
2012年5月にはハワイ・ホノルルトライアスロンに挑戦し、完走している。

### アウトドア関連
90年代からはアウトドア志向の活動を多く行うようになった。自らチェンソーを握り、木を伐採し、ログハウスを建築する様子がテレビなどを通じて流され、以降、アウトドア派、DIY派のイメージが定着した。
2002年、滋賀県が「滋賀県琵琶湖のレジャー利用の適正化に関する条例」を施行したのを受け、「オオクチバス再放流禁止義務不存在確認等請求事件」の原告となる。リリース擁護派として「リリ禁ネット」を立ち上げるが、第一審結審（棄却）後、この問題からは手を引いた。
2005年、ライフワークとしての「森と湖の楽園」をオープンさせた。NPO活動として子どもキャンプなどを開催する傍ら、河口湖を拠点として、ツリーハウス作りや農業体験など、団塊世代を主にターゲットとした自然のチカラを人の暮らしに生かすビジネスを創出している。
2011年財団法人日本レクリエーション協会主催で審査された「もっともレクリエーショナルなイメージを持つ著名人」一般審査部門にて1位に選出される。
2013年に瀬戸内海にある無人島を入手、「ありが島」と名付けてキャンプ場をプロデュースしている。

### 地域活性化活動
近年、清水国明は地域活性化や防災・復興支援をテーマとした活動に注力しており、官民連携による地方創生SDGs推進の一環として展開されている「つながり応援プロジェクト」では、防災・復興統括を務めている。
2025年4月12日には、山口県周防大島町にて「周防大島つながり祭り」が開催された。同イベントは、清水が代表を務める5Gローカルイノベーション株式会社が主催し、山口県、周防大島町など7団体が後援した。
会場は、旧油田小学校を再生した「5GワーケーションビレッジSETO」で実施。清水自身によるトーク＆ライブのほか、清水アキラ、美里里美などが出演。地域のグルメやワークショップなども催され、約1,600名が来場するイベントとなった。

## 弟子
- Bro.KONE（近藤伸明）
- 清水アキラ
- 藤田亨（放送作家）

## 主な出演

### テレビ番組
現在
- 気ままに寄り道 バイク旅（NHK）

過去
- フィッシングバトル九州（テレビ西日本）
- ヤンヤン歌うスタジオ（テレビ東京）
- ものまね王座決定戦（フジテレビ）
- たったひとつの地球（NHK教育）
- タミヤRCカーグランプリ（テレビ東京）
- うわさのチャンネル（日本テレビ）
- 出没!!おもしろMAP（NETテレビ）
- それゆけホッティーズ!（中国放送・テレビ山口・山陽放送・山陰放送のJNN中国ブロックネット）
- 冒険王〜大人の遊び旅〜（旅チャンネル）
- It's山梨〜清水國明のやまなし再発見!〜（テレビ山梨）
- CNNデイウォッチ（テレビ朝日）
- おーい出てこい（中京テレビ）
- チェック・ザ・ステーション（テレビ朝日）
- 桃色学園都市宣言!!（フジテレビ）
- おかえりワイド（MBS）
- とびっきり!しずおか（静岡朝日テレビ）
- 湯のまち放浪記（BS-TBS、2013年4月 - 2014年9月）
- 爆報! THE フライデー（TBS、2013年7月 - ）
- 噂の!東京マガジン (TBS→BS-TBS)

### ラジオ番組
- 日本全国8時です（TBSラジオ）
- 清水國明の風に乗れ!（TBSラジオ）[1]
- 清水國明・千堂あきほの真夜中ジャンクション（TBSラジオ）
- 清水国明の集まれ!川仲間（文化放送）
- 野村邦丸のごきげん!二重丸◎（文化放送）
- 国明・クーコのサンデー新曲ベストテン（ニッポン放送）
- Changeの瞬間 〜がんサバイバーストーリー〜 （2021年1月3日・10日、朝日放送ラジオ）[13]
- それゆけ!金曜 清水國明→金曜まるごと 清水國明です（MBSラジオ）
- すみからすみまで愛なのね（MBSラジオ）
- どっきん!面白天国（ラジオ大阪）
- 真夜中ギンギラ大放送（ラジオ関西）[1]
- 清水國明のバイク・バイク・バイク（山口放送ほか）
- 清水國明の気分はトムソーヤー（岐阜ラジオほか）
- 清水國明のフォレストパラダイス（静岡放送ほか）
- 清水国明のFRIENDS MINING（FMヨコハマ）
- アイタイ・アイタイ（FMヨコハマ）
- 真夜中無人島（FMヨコハマ）
- 明日笑顔にな〜れ（FMヨコハマ）
- ヤロメロジュニア出発進行!（ラジオたんぱ）

### CM
- ブックオフ
- ポイント&ペグ
- 株式会社山善[14]
- JR福井県小浜線沿線観光キャンペーン
- 株式会社ウインク
- 青汁三昧
- はくばく「骨太家族」

他

## 主な著書
- 1984年 - 『そらもうぶっちぎり！　とはいわんけどな』ベストバイク社/講談社
- 1997年 - 『清水國明の自然遊び日記〜丸太小屋編』読売新聞社
- 1999年 - 『遊YOUキッズアドベンチャー』ベースボール・マガジン社
- 2000年 - 『清水國明の人の釣り見て、わが釣り直す』 祥伝社黄金文庫
- 2001年 - 『清水國明の東京リトルガリバー』東急エージェンシー
- 2003年 - 『釣戦記―ブラックバス琵琶湖リリース禁止裁判』つり人社
- 2005年 - 『森のチカラ、生きるチカラ』日東書院
- 2005年 - 『直角死』日東書院
- 2006年 - 『絵手紙入門』幻冬舎
- 2008年 - 『清水国明の自然暮らし検定』学習研究社